# Theodor Roller
Theodor Roller (* 22. Februar 1915 in Tübingen; † 30. Oktober 2008 ebenda) war ein deutscher Widerstandskämpfer gegen den Nationalsozialismus aus christlicher Überzeugung. Als Einzelner war das CVJM-Mitglied Teilnehmer am Kirchenkampf.

## Leben
Von 1930 bis 1935 war Roller Mitglied der Hitlerjugend,
1937 verweigerte er aber den Fahneneid auf Adolf Hitler auf Grund seiner christlichen Überzeugung. Ein Militärgerichtsverfahren wurde deswegen gegen ihn eröffnet, in dessen Verlauf er mit Verdacht auf Schizophrenie in die Psychiatrie München überwiesen, aber nach vier Monaten entlassen wurde. Anfang 1939 schrieb er zwei Briefe an Adolf Hitler; in letzterem vom 11. Februar 1939 schrieb er, wie aus der späteren Urteilsbegründung des Sondergerichts teilweise rekonstruiert wurde, unter anderem:

„Als Christ nenne ich Sie einen Lügner und als Deutscher den größten Volksschädling, der je deutsche Erde betrat!“

„Eines aber habe ich, was Sie nicht haben können: Ein gutes Gewissen.“

„Sie werden Deutschland im siebten Jahr in den Abgrund führen.“

Roller wurde von einem Stuttgarter Sondergericht trotz eines gegenteiligen psychiatrischen Gutachtens als schizophren in die Heil- und Pflegeanstalt Kloster Weißenau eingewiesen und überlebte dort den Krieg. Erst nach seinem Tod 2008 wurde sein Widerstand einer größeren Öffentlichkeit bekannt.
Im Entnazifizierungsverfahren wurde Roller aufgrund seiner Mitgliedschaft in der Hitlerjugend als „Mitläufer“ eingestuft und erst nach einem Widerspruch entlastet. Der Richter seines Sondergerichts dagegen wurde als „unbelastet“ eingestuft.